# Сяої
Сяої (кит. спр. 孝义市, піньїнь: Xiàoyì Shì) — місто-повіт в китайській провінції Шаньсі, складова міста Люйлян.

## Географія
Сяої розташовується у центрі провінції на висоті близько 750 метрів над рівнем моря, лежить в горах Люйлян на річці Фень.

### Клімат
Місто знаходиться у зоні, котра характеризується кліматом помірних степів та напівпустель. Найтепліший місяць — липень із середньою температурою 24,6 °C. Найхолодніший місяць — січень, із середньою температурою -4,4 °С.
| Клімат Сяої             | Клімат Сяої | Клімат Сяої | Клімат Сяої | Клімат Сяої | Клімат Сяої | Клімат Сяої | Клімат Сяої | Клімат Сяої | Клімат Сяої | Клімат Сяої | Клімат Сяої | Клімат Сяої | Клімат Сяої |
| Показник                | Січ.        | Лют.        | Бер.        | Квіт.       | Трав.       | Черв.       | Лип.        | Серп.       | Вер.        | Жовт.       | Лист.       | Груд.       | Рік         |
| Середній максимум, °C   | 2,3         | 6,3         | 12,6        | 20,6        | 26          | 29,8        | 30,8        | 28,5        | 24,2        | 18,3        | 10,2        | 3,6         | 17,8        |
| Середня температура, °C | −4,4        | −0,7        | 5,4         | 13,1        | 18,7        | 22,7        | 24,6        | 22,4        | 17,4        | 11,2        | 3,5         | −2,5        | 11          |
| Середній мінімум, °C    | −9,9        | −6,3        | −0,7        | 5,7         | 11,2        | 15,7        | 19          | 17,2        | 11,8        | 5,5         | −1,9        | −7,4        | 5           |
| Норма опадів, мм        | 3.9         | 5.4         | 12.5        | 22.4        | 33.9        | 55.3        | 92.2        | 105.7       | 70.8        | 33.4        | 11.7        | 3.3         | 450.5       |
| Вологість повітря, %    | 48          | 47          | 47          | 46          | 51          | 57          | 67          | 74          | 72          | 64          | 55          | 50          | 56.5        |
| ----------------------- | ----------- | ----------- | ----------- | ----------- | ----------- | ----------- | ----------- | ----------- | ----------- | ----------- | ----------- | ----------- | ----------- |
| Джерело: data.cma.cn    |             |             |             |             |             |             |             |             |             |             |             |             |             |